# Rolf Hossinger

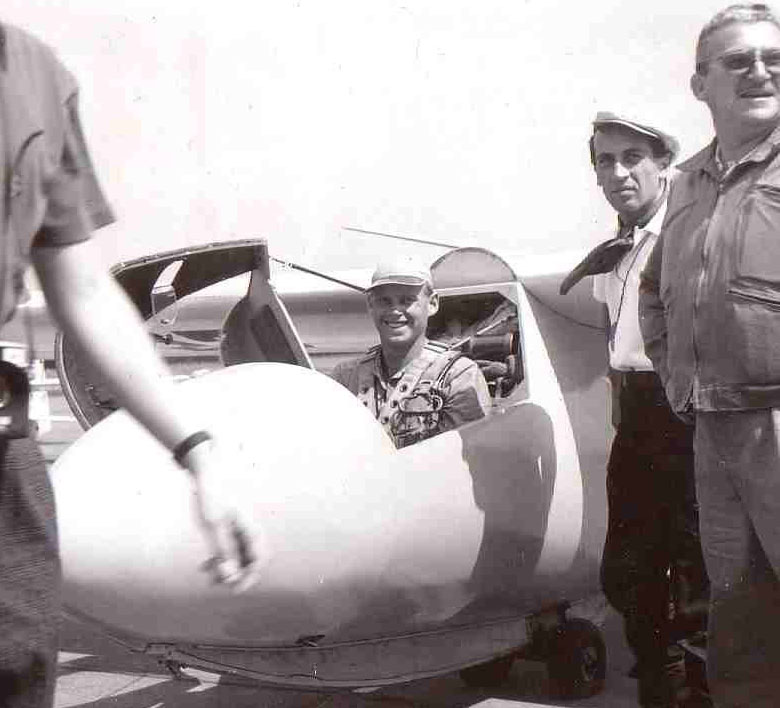
Rolf Hossinger några dagar innan han vann VM i Köln

Rolf (Rodolfo) Hossinger, född 26 november 1930 i Mártires, Misiones, Argentina, död i maj 2005 i Buenos Aires, Argentina, var en svensk-argentinsk pilot.
Uppvuxen i Kristianstad spelade Hossinger allsvensk handboll i IFK Kristianstad säsongen 1949/1950 när de vann Allsvenskan. Därefter fortsatte han sin allsvenska karriär i lokalkonkurrenten Näsby IF. Hans position var vänsterback (i dag betecknat vänsternia).
Hossinger var en hängiven flygare arbetade som trafikpilot. Han var pilot vid Aerolineas Argentinas, och på senare år flög han även luftskepp och varmluftsballong, där han innehade argentinska varmluftsballongflygarlicens nummer 1. Han blev världsmästare för Argentina i segelflyg öppen klass vid VM i Köln 1960 flygande en Skylark 3. För sin bedrift tilldelades Rolf utmärkelsen ”Olimpia de Oro”, lika med årets idrottsman i Argentina (samma titel som Lionel Messi fick 2011). Frimärken trycktes med Rolfs världsmästarplan och när Argentina 2012 stod värd för VM i segelflyg var dess officiella namn ”FAI World Gliding Championship Rolf Hossinger”. Hossinger deltog i en rad segelflygtävlingar internationellt, i Sverige och i Argentina. I Argentina tävlade han för klubben C.A.P Albatros. 1971 kom han tvåa i SM i segelflyg.
Efter genomförda evakueringsflygningar 1982 i samband med Falklandskriget tilldelades Hossinger det argentinska flygvapnets förtjänsttecken.
Den 1 april 1987 genomförde Hossinger tillsammans med Eduardo Pablo Araoz den första överfarten av Río de la Plata mellan Argentina och Uruguay med varmluftsballong, på 80-årsdagen av den första gasballongöverfarten (av Aarón de Anchorena och Jorge Newbery).
Hossinger deltog vid ett flertal VM i segelflyg och senast vid WGC i Leszno, Polen 2003 som lagkapten för det argentinska laget.